# Infláció

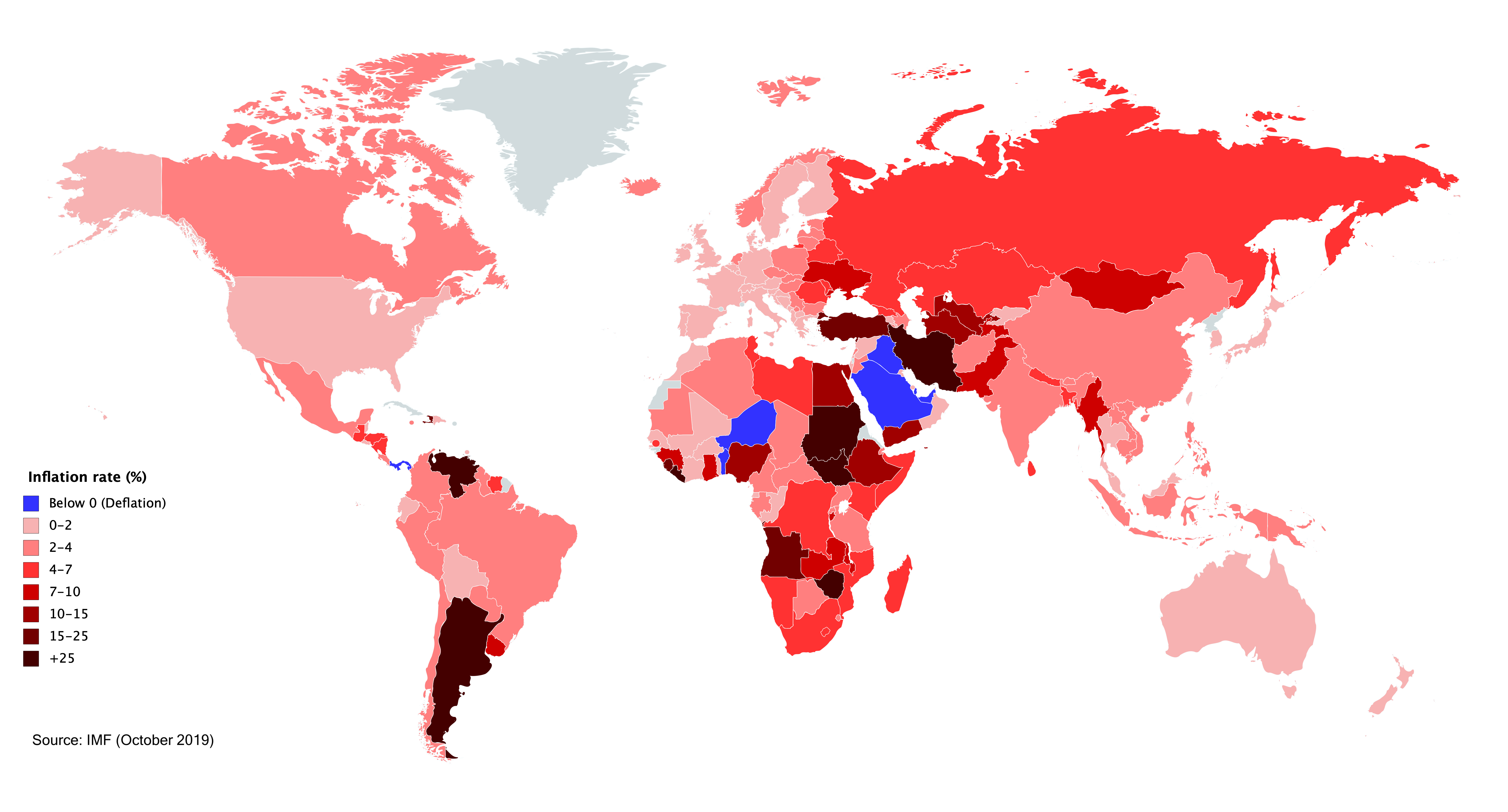
Az infláció mértéke a világban (2019)

Az infláció közgazdasági fogalmának jelentése az általános árszínvonal emelkedése. Az általános árszínvonal emelkedése esetén a pénz egységének vásárlóértéke csökken, kevesebb árut és/vagy szolgáltatást lehet vásárolni érte. Az infláció ellentéte a defláció, az árszínvonal általános csökkenése. Az infláció mértéke az inflációs ráta, általában az éves árszínvonal változása százalékban kifejezve. Az árak nem egyformán változnak az egész gazdaságban, ezért a fogyasztói árindex (CPI) jobban tükrözi a lakosságot érintő inflációt, mint az általános inflációs ráta.
Az aktuális tudományos konszenzus szerint az infláció oka a kereslet és a kínálat közötti összhang hiányában, a kínálathoz képest túl magas keresletben rejlik. Nagyon magas inflációt, hiperinflációt a gazdaságban rendelkezésre álló pénztömeg gyors növekedése okozhat.
Az infláció többféle módon befolyásolja a gazdaságot. A további áremelkedések kilátása kevésbé vonzóvá teszi a megtakarítást, ösztönzi az eladósodást és a fogyasztást. Az inflációs várakozások miatti árufelhalmozás áruhiányhoz vezethet.
Az alacsony és állandó jellegű (2–3%-os) infláció kedvező hatású a gazdaságra, mérsékelten ösztönzi a fogyasztást és ezzel a gazdasági növekedést, ellene hat a káros deflációnak. Az inflációs ráta alacsony és állandó szinten tartása általában az állami központi bankok feladata, amit a monetáris politika eszközei, többek között nyíltpiaci műveletek, az irányadó kamat meghatározása, a kereskedelmi bankok kötelező tartalékainak meghatározása révén érhetnek el. Az Európai Központi Bank célja általában a 2%-os infláció tartása az eurózónában.
2023 januári adatok szerint a magyarországi infláció az előző év januárjához képest a KSH adatai szerint 25,7%, a kissé más módszertannal dolgozó Eurostat szerint 26,2% volt. Ez az EU-n belül a legmagasabb érték, a második legmagasabb a lettországi 21,4%-os, az EU átlaga kerek 10%. A magyarországi élelmiszer-infláció 48,2%, az EU átlaga 18,4% volt.

## Etimológia
A kifejezés a latin inflare (felfúj) szóból ered. Az angol nyelvben először 1838-ban alkalmazták a pénz inflálódására. Eleinte nem az általános árszínvonalra, hanem a papírpénzek értékvesztésére használták. Később a szó jelentése kiterjedt az általános árszínvonal emelkedésére.
Magyarul az inflációt túlságosan leegyszerűsítő kifejezéssel pénzromlásnak, pénzrontásnak is nevezik, régiesen hívták még pénzpuffasztásnak vagy pénzpuffadásnak is.

## Definíciói
Az infláció az általános árszínvonal emelkedése egy gazdaságban. Az infláció az egyik – túlzottan egyszerű – definíciója szerint fölös mennyiségű pénz kibocsátása, ami a hitelpénz, illetve a papírpénz elértéktelenedéséhez vezet.

## Elmélete

### Klasszikus elmélet
A Keynes előtti klasszikus elmélet szerint infláció akkor keletkezik, amikor a termelés adott szintjéhez képest a pénz mennyisége nő, és az infláció megszüntethető, ha a forgalomban lévő pénz mennyiségét sikerült stabilizálni. Ennek az elméletnek a népszerű megfogalmazása volt az, hogy az inflációban „túl sok pénz kerget túl kevés árut”. A gyakorlatban azonban ezt a közgazdasági jelenséget az okok jóval bonyolultabb rendszerére kell visszavezetni. A klasszikus elmélet ugyanis nem ad magyarázatot arra, hogy a fölös pénz miképpen kerül a forgalomba. Knut Wicksell svéd közgazdász már bevonta vizsgálódásába a gazdasági szereplők beruházási szándékait és a bankoknak a hitelezés révén folytatott pénzteremtő tevékenységét is.

### Keynes

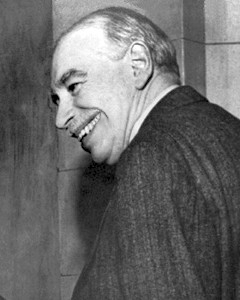
John Maynard Keynes

A klasszikus mennyiségi pénzelmélet azonban a módosításaival együtt megrendült az 1929–33-as nagy gazdasági világválság idején. Bebizonyosodott, hogy az elmélet túlzott leegyszerűsítéseket tartalmazott, képletei kidolgozása során állandónak tekintette a nemzeti jövedelem szintjét és a pénz forgási sebességét; ezek azonban változnak és így a forgalomban lévő pénz mennyisége önmagában nem határozza meg az inflációt.
Keynes elméletében már figyelembe vette a beruházók óvatossági és spekulációs motívumait is. Két fontos következtetést vezetett le:
- a pénzmennyiség növekedése önmagában nem váltja ki az inflációt, mivel a spekulációs motívum miatt a pénzkínálat és az összkereslet közötti kapcsolat megtörik;
- az összkereslet növekedése attól függően okozhat áremelkedést, hogy az összkínálat mennyire képes ehhez alkalmazkodni.[24]

### Költséginfláció
Az 1960-as évektől mind gyakrabban volt érezhető infláció a világgazdaságban érezhető keresleti többlet megjelenése nélkül, munkanélküliség és kihasználatlan termelői kapacitások mellett is.
A jelenség mögötti egyik legfontosabb tényező az oligopóliumok, konkrétan leginkább a kőolajtermelők szerepe volt a világban. Ők akkor is tudták emelni az árakat, ha nem volt keresleti többlet, mivel a számuk elég kevés volt ahhoz, hogy igazodni tudjanak egymás áraihoz. (OPEC)
A költséginfláció másik fontos előidézője a nagy szakszervezetek bérmeghatározó ereje. Ez gyakran arra vezet, hogy a nominális bérek gyorsabban nőnek, mint a munkatermelékenység.

### Állami árszabályozás
A modern államok kisebb-nagyobb mértékben mind beavatkoznak a gazdaságba az állami felügyelet valamilyen formája révén. Az egykori államszocialista országokban, különösen a központi tervutasításos gazdaságban az árakat központilag szabályozták, az ilyen esetekben elfojtott infláció alakulhat ki. Ez áruhiányban és kényszermegtakarításban jelenik meg – a vásárlók nem tudják értelmesen elkölteni keresetüket.
Az államszocialista gazdaság másik jelensége a rejtett infláció. Ilyenkor az árak növekednek, csak a statisztika nem mutatja ki őket, mivel a széles áruválasztékot a statisztika nem fedi le teljesen; emellett a szürke és fekete gazdaságra sem terjed ki a statisztika.

### Phillips-görbe
Az infláció és a bérszínvonal összefüggéseit a Phillips-görbe elmélete vizsgálja. Ennek lényege az, hogy minél kisebb a munkanélküliségi ráta, a nominális bérek növekedési üteme annál magasabb.

## Az infláció hatása a gazdaságra
Az infláció ütemén kívül nagy jelentősége van az infláció kiszámíthatóságának és kiegyensúlyozottságának. A kiszámítható és kiegyensúlyozott inflációnak még nagyobb inflációs ráta mellett sincs negatív hatása a gazdaságra.
Az árszínvonal csökkenése a defláció. A defláció, vagyis a negatív infláció a gazdasági növekedést fogja vissza, vagy egyenesen gazdasági visszaeséshez vezet. Árstabilitás alatt az árak változatlanságát értjük egy időszakban, ekkor az árszínvonal-emelkedés 0% körüli. A stagfláció olyan viszonylagosan magas infláció, amely gazdasági stagnálással és viszonylag magas munkanélküliséggel jár együtt.

## Típusai

### Az infláció üteme alapján

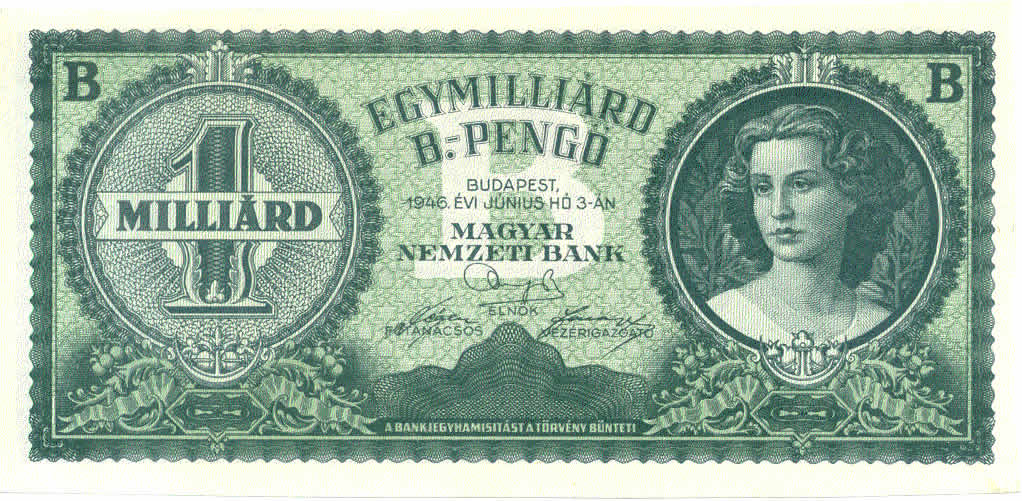
1 milliárd bilpengős bankjegy 1946 júniusából (már nem került forgalomba)

1. Lassú (vagy kúszó) infláció évente csupán néhány százalék. A gazdaság számára az a kívánatos, ha az infláció mértéke a lassú infláció tartományába esik.
2. Vágtató infláció nagyobb, mint néhány százalék, de a gazdaság az egyensúlyát megőrzi.
3. Hiperinfláció pedig a gazdaság egyensúlyát felbillenti és csak kormányzati intézkedésekkel fordítható vissza. Több száz százalékos is lehet, már az árváltozás kezelhetetlenségét mutatja, amely már szétzilálja a gazdaságot.

### Árstruktúra szerint
1. Kiegyensúlyozott (arányos) infláció esetén a különböző termékek árai ugyanolyan mértékben emelkednek, ezért az árstruktúra nem változik.
2. Aránytalan infláció, amikor az abszolút árszint emelkedésekor az egyes tételeknél az árarányok változnak. A nem kiegyensúlyozott infláció a változó árstruktúra révén az egyes társadalmi csoportok jövedelmét befolyásolja, ezáltal jövedelem-újraelosztó hatással bír.

### Kiszámíthatóság alapján
1. Kiszámítható infláció esetén az árszínvonal-változás mértéke éveken át ugyanakkora, így a gazdaság szereplői tartósan alkalmazkodni tudnak a nagyobb léptékű, akár évi 8-10%-os inflációhoz is.
2. A nem kiszámítható infláció rontja a gazdasági előretervezhetőséget, ezért hatékonyságvesztést eredményez.

### A kiváltó indok alapján
Az árforradalom óta tudjuk, hogy az infláció egyik leglényegesebb kiváltó oka a gazdaságban jelen lévő pénzmennyiség nagymértékű növekedése. Ez azonban nem jelenti azt, hogy más, a reálgazdasághoz kapcsolódó tényezők nem idézhetnek elő árszínvonal-növekedést. Különböző elméletekkel igyekeznek a kiváltó okokat alátámasztani az egyes közgazdasági iskolák.

#### Piaci indok
1. Keresleti inflációt a piacon az árszint emelkedését az aggregát kereslet növekedése okozza. Ezt befolyásolhatja például a fogyasztási cikkeknek az országból való jelentős kiáramlása.
2. Költséginfláció vagy kínálati infláció az aggregát kínálat csökkenése legtöbbször önköltségek növekedése miatt vezet árszint emelkedéséhez. Ide tartozik a munkaerő költsége, amire hat a foglalkoztatottak lakosságon belüli arányának, termelékenység vagy a munkaidő csökkenése.

##### Pénzpiaci indok
1. Pénz vagy más értékpapír kibocsátása, jogszerűen a pénzügyi közösség által vagy a bankok engedély nélküli pénzteremtése, meghaladják a gazdasági növekedéssel kiváltott keresletet, ami a pénzpiaci árak csökkenéséhez vezet.
2. Bizalom csökkenése a pénzügyi (monetáris) közösség pénze iránti a deficites közösségi gazdálkodás és/vagy a közösség politikája miatt, esetleg a spekulációs pénzkereslet függvényeként.
3. Külkereskedelmi hiány (cserearányok(wd) romlása) csökkenti a pénznem utáni keresletet.
4. A lakossági megtakarítások csökkenése, illetve a hitelállomány növekedése.

### Megjelenési formája szerint
1. Nyitott inflációnál az árakat a piac szabályozza a kereslettel és a kínálattal. Az infláció hatással van a munkanélküliségi rátára is. Rövid távon a munkanélküliség és az infláció között ellentétes irányú változás figyelhető meg. Ezt az összefüggést a Phillips-görbe szemlélteti. Hosszabb távon azonban megjelenhet a stagfláció, amelynél a magas munkanélküliségi rátához gyorsabb inflációs ütem társul. Ez utóbbiból levonható az a gazdaságpolitika számára lényeges következtetés, hogy a monetáris politikáért felelős központi bank illetve a fiskális politikáért felelős kormányzat által szabadabbra engedett infláció árán sem csökkenthető hosszú távon a munkanélküliség. Rövid távon (egy-másfél év) azonban igaz, hogy a megnövekedett infláció csökkenti a munkanélküliséget, míg az egyre alacsonyabb inflációs ráta növeli az állástalanok számát.
2. A rejtett inflációt a statisztika nem mutatja. A vásárló az áruért különböző módszerekkel (borravaló, kenőpénz) többet fizet, mint amennyi bevétel a pénztárba kerül. Vagy romlik az áruk minősége, azaz a vásárlók kevesebb használati értékhez jutnak ugyanannyi pénzért, mint korábban.
3. Féken tartott inflációnál az állam a központi bankon keresztül csökkenti a forgalomban lévő pénz mennyiségét, vagy az árakat befagyasztja. A hatékonysága hosszú távon rossz, mert a gazdaság visszaeséséhez vezethet.

## Az infláció mérése
Infláció mérésére egy adott időszak elején és végén, egy kiválasztott termék-, illetve szolgáltatáscsoport (összességében: fogyasztói kosár) mért árszínvonal hányadosát, vagyis az árindexet használják. Legismertebb árindexek a termelői és a fogyasztói. Magyarországon a fogyasztói árindexet tekintik az infláció mértékének. Ez megfelel az Európai Unió ajánlásának.
Az infláció különböző társadalmi csoportokra vagy gazdasági szereplőkre más-más hatást gyakorolhat, amennyiben az egyes termékekből más-más arányban fogyasztanak, illetve a figyelembe vett szolgáltatásokat más-más arányban veszik igénybe. A luxustermékek árának változása pl. a lakosság nagy részét, de a szegényeket különösen, kevésbé érinti. A gyógyszer árak alakulása ugyanakkor az időseket általában jobban érinti, mert közülük többen vásárolnak gyógyszereket és a havi kiadásaiknak jelentősebb része a gyógyszerekre költött pénz. Az üzemanyag árának változása viszont lényegében mindenkit érint, mert a szállítmányozás költségének változtatásán keresztül szinte minden termék árára kihat. Lényegében ugyanez igaz pl. az ÁFA változására is. Azért, hogy az infláció hatása az egyes társadalmi csoportokra, illetve gazdasági szereplőkre pontosabban mérhető legyen, számukra különböző fogyasztói kosarak állíthatók össze, amik alapján különböző árindex értékek adódhatnak.

## Az infláció leszorítása, antiinflációs politika
Az infláció fő oka leegyszerűsítve az, hogy túl sok pénz áll szemben az adott árukészletekkel. Ezért a gazdaságtörténet során az inflációk általában úgy szűntek meg, hogy a rendelkezésre álló pénzmennyiség lecsökkent, a lakosság nélkülözött, az áruk nem találtak gazdára, ezért csökkent az áruk, majd fokozatosan helyreállt az egyensúly.
A modern gazdaságokban az infláció általában okok egész sorára vezethető vissza, ezért az antiinflációs politika is bonyolult, különösen, hogy politikailag általában nem elfogadható az életszínvonal drasztikus csökkentése. A modern gazdaságokban az inflációs várakozások könnyen beépülnek a társadalomba, a vállalkozások és a lakosság is megszokja a költségek emelkedését, és ehhez igazítja a profittal illetve a munkabérrel kapcsolatos elvárásait. Ilyen módon az inflációk akár évtizedekig elhúzhatnak, újabb és újabb pénzcserék követhetik egymást, amikor levágnak néhány nullát a bankjegyek felirataiból és új frankot vagy pesót vezetnek be, mint a 20. századi Franciaországban vagy Argentínában.
Az infláció leszorításának fő eszköze azonban a pénzmennyiség csökkentése a monetáris politika különféle eszközei, elsősorban a kamatpolitika révén. Szokták még alkalmazni a valutaárfolyam rögzítését is.

## Az infláció a történelemben

### Ókor
A történelemben az önálló értékkel bíró árupénz (leggyakrabban a nemesfémekből készült érmék) használata során is voltak inflációs, de deflációs periódusok is, a társadalmilag rendelkezésre álló pénz és az árukészlet egyensúlya alakulásának függvényében. A feljegyzések szerint i. e. 210-ben, IV. Ptolemaiosz egyiptomi király uralma alatt is kialakult infláció.

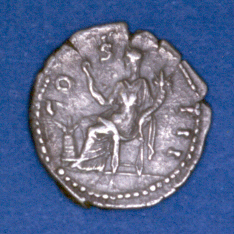
Hadrianus császár képmásával díszített denarius

Az ókori Rómában a gazdasági nehézségeket az egymást váltó császárok a hivatalos fizetőeszköz rontásával, ezüsttartalmának csökkentésével próbálták meg orvosolni. Eredetileg a denariust színezüstből verték. Nero császár uralkodása alatt 5-10% rezet kevertek bele; Hadrianus idején 20%, Septimius Severus korában pedig 50-60% rézzel rontották a minőségét. Diocletianus császár uralma idején már csak mindössze 5%-ra csökkent a denarius ezüsttartalma. Az árak elszabadultak. A császár állami beavatkozással, az árak maximalizálásával igyekezett rendezni a helyzetet, kevés sikerrel. A saját belső értékkel már nem rendelkező pénz kiszorult a forgalomból, senki nem akarta elfogadni. Maga az állam is csak terményekben fogadta el az adókat.

### Középkor
A középkori kínai Szung-dinasztia idején vezették be először a papírpénzt. Ez tulajdonképpen hitelpénz volt, értékét az állam garantálta. Ugyanakkor a kormányzat nem ismerte fel a gazdaság, a pénzforgalom törvényszerűségeit, és a saját szükségleteinek fedezésére egyre több pénzt nyomtattatott. A mongol Jüan-dinasztia idején aztán olyan sok papírpénzt bocsátottak ki háborús és más szükségletekre, ami inflációhoz, a papírpénz elértéktelenedéséhez vezetett. A következő, a Ming-dinasztia idején ezért kezdetben teljesen lemondtak a papírpénz használatáról, és visszatértek a rézpénzhez, mivel a papírpénzben vélték felfedezni az infláció okát.
A 16. században különösen Spanyolországban, de szerte Nyugat-Európában is paradox módon a nagy mennyiségű latin-amerikai arany és főleg az ezüst beáramlása okozott gazdasági nehézségeket, nagy inflációt, amit árforradalomnak is neveztek.

### Újkor
A hitelpénz (főleg a bankjegyek) világméretű elterjedésétől, a 18. századtól sokkal nagyobb ingadozások alakulhattak ki a fedezet nélküli pénzkibocsátás révén a pénzkészletben. A pénz állományának gyors növekedése főleg a politikai válsággal küzdő államokban okozott gyakran hiperinflációt, például a weimari Németországban, 1918 októberében. 

#### Az amerikai függetlenségi háború

Az infláció az Egyesült Államokban a 17. század derekától a 21. század elejéig. Az inflációs periódusok kékkel, a deflációsok zölddel jelölve

Az amerikai függetlenségi háború idején (1775–1783) a brit fennhatóság alá tartozó, ámde Nagy-Britanniától elszakadni szándékozó 13 észak-amerikai gyarmat helyben kibocsátott papírpénzzel próbálta fedezni a függetlenségi harcok költségeit, így született meg a continental currency (kontinentális valuta). (Mivel az állami szuverenitás fontos része a pénzkibocsátás joga, ez a gesztus azt is jelezte, hogy a gyarmatok nem ismerik el, hogy Nagy-Britannia pénze az ő pénzük is lenne.) A continental csaknem két évig széles körben elfogadott pénzeszközként szolgált, ám olyan irdatlan mennyiségben nyomtatták – az ún. Kontinentális Kongresszus mellett az egyes államok maguk is – hogy rohamosan veszteni kezdett az értékéből. A lakosság egyre kevésbé bízott meg a continentalban, s a kongresszus is kimondta, hogy adót sem lehet fizetni vele. Mint annyiszor a történelemben, a nekiiramodó infláció legnagyobb vesztesei a kisemberek lettek. Noha az Egyesült Államok végül kivívta szabadságát, a lakosság komoly árat fizetett ezért: megtakarításai jelentős részének búcsút mondhatott.

#### A francia forradalom
A megelőző idők túlköltekezése miatt a francia forradalom idején: 1790-ben a francia államot a fizetésképtelenség réme fenyegette, ezért Talleyrand javaslatára az Alkotmányozó Nemzetgyűlés kisajátította az egyház vagyonát, majd e vagyont fedezetül használta egy papíralapú kötvény, az asszignáta kibocsátásához. Az asszignáta kötvény jellege ellenére rendes fizetőeszközként szolgált, mind a hazai, mind a külföldi hitelezők elfogadták, viszont olyan mennyiségben, mondhatni nyakló nélkül nyomtatta az állam, hogy két évvel a bevezetésük után a névértékük jóval meghaladta a fedezetükre szánt vagyon értékét, s ez egyenes úton vezetett oda, hogy az infláció valósággal vágtatni kezdett. Az 1790-es évek végére az asszignáták már teljesen elértéktelenedtek, a szakadatlan háború és a tartós élelmiszerhiány pedig csak tetézte a gazdasági nehézségeket. A problémát végül Napóleon tudta megoldani 1803-ban, amikor értékálló aranypénzt vezetett be törvényes fizetőeszközként.

### A weimari köztársaság

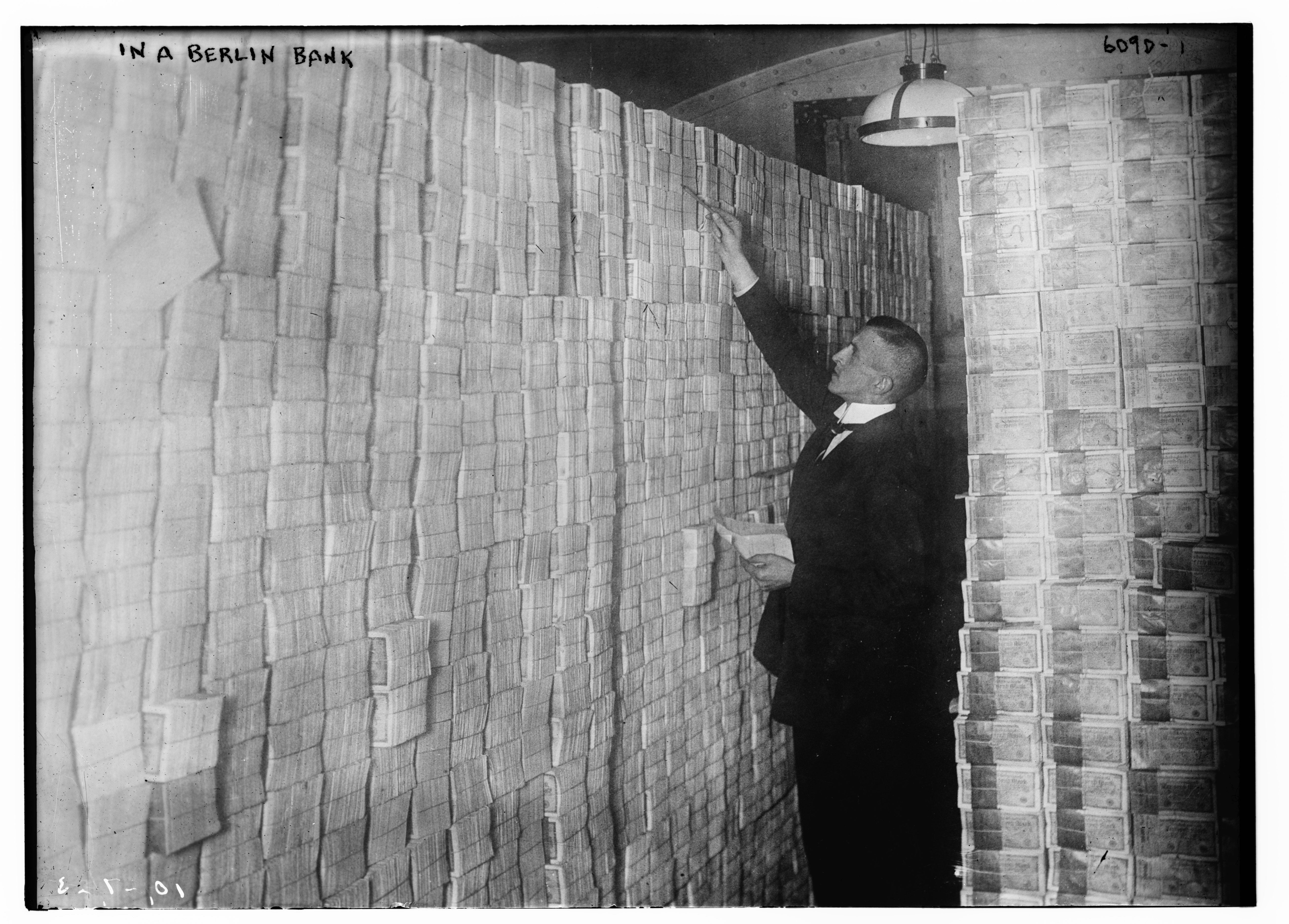
Egy berlini bankban a hiperinfláció idején

Az első világháborút lezáró versailles-i békeszerződésben Németországot tetemes jóvátétel fizetésére kötelezték az antanthatalmak, amelyet a békediktátum szerint nem lehetett a háború alatt devalválódott (1918-ra már korábbi értékének alig felét érő) német márkával kiegyenlíteni. A német kormány ezért erőn felüli külföldi valutavásárlásba kezdett, a kieső bevétel pótlására pedig olyan mennyiségben nyomtatott pénzt, hogy az még jobban aláásta a márka értékállóságát. Mindezek az egymást erősítő folyamatok együttesen az 1920-as évek elejére hiperinflációt idéztek elő.
A pénzromlás mértéke elérte a havi 3,25 millió százalékot. Az anekdoták szerint a munkások talicskában tolták haza a fizetésüket, némelyek bankjegyekkel tapétázták a lakásuk falát, s a gyermekek is a feleslegessé vált bankókból csináltak maguknak papírsárkányt. Amint megjelent az új, immár értékálló német birodalmi márka, a korábbi bankjegyeket sokan gyújtósként hasznosították.

### 21. század
2018 októberében Venezuelában volt a legmagasabb az infláció a világon, 833 997%-os éves rátával.

### Magyarországi inflációk
A inflációk világrekordját mindmáig a magyar pengőnek a második világháború után elszaladt inflációja tartja. Az árak általános emelkedése már a háború előtt fegyverkezés, a győri program idején megindult. 1945 vége és 1946 júliusa közötti 9 hónapban Magyarországon volt a valaha mért legmagasabb hiperinfláció. 1946 nyarán az árak már 15 óránként duplázódtak.

#### Az infláció felgyorsulása a rendszerváltás után
Az 1946. augusztus 1-jén bevezetett forint nem sokáig maradt stabil valuta. Az államszocializmus voluntarista gazdaságpolitikája, különösen az 1950-es évek elején, gyorsan emésztette a forint vásárlóerejét.
Az infláció azonban különösen a rendszerváltás után gyorsult fel. Az 1980-as években a fogyasztói árak átlagos éves növekedési üteme 10,7% volt, ez 1990-1996 között évente átlagosan 25%-ra emelkedett. Az infláció beépült a vállalkozók és a fogyasztók várakozásaiba egyaránt. A hatékony antiinflációs fellépés gazdasági visszaeséssel, az amúgy is magas munkanélküliség növekedésével, így politikai kockázatokkal fenyegetett, ezért az inflációs periódus hosszan elhúzódott.

#### A 2021-ben kezdődött magyarországi inflációs ciklus

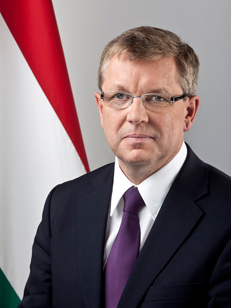
Matolcsy György

Az Európai Unió Magyarországgal szemben indított túlzottdeficit-eljárásának megszüntetése és a szénhidrogén alapú energiahordozók rendkívul alacsony világpiaci árának együttes kedvező hatása miatt a 2010-es évek derekán egy rövid időszakban az árnövekedés 0% körül volt, sőt időnként defláció is jelentkezett. Ezután a kormányzat és különösen Matolcsy György jegybankelnök „unortodox” gazdaságpolitikája a gazdasági növekedést helyezte előtérbe és prociklikus gazdaságpolitikát kezdett folytatni, azaz az egyébként is kedvező gazdasági konjunktúra idején állami beavatkozással is gyorsítani kívánta a gazdasági növekedést. (Az „ortodox”, keynesi alapokon nyugvó gazdaságpolitika az lett volna, hogy a konjunktúra fellendülése idején a kormányzat tartalékokat gyűjt, hogy a hanyatlás idején azt gazdasági ösztönzésre használhassa fel.) A kormányzati kommunikáció 2018 óta alkalmazta rendszeresen a „kanyarban előzés” kifejezését, egyidejűleg Ausztria közeljövőbeli utolérésének örök témáját is elővették. A Covid19-pandémia majd az ezzel összefüggő gazdasági válság után Matolcsy György kénytelen volt kijelenteni, hogy a mutatvány nem sikerült. Ennek is volt az egyik következménye, hogy 2021. októberére a Központi Statisztikai Hivatal által számított fogyasztói árindex éves összevetésben már 6,5% lett, novemberre az infláció már 14 éves csúcsra jutott. A kormány a világpiaci üzemanyag-árak gyors növekedése miatt 2021. november 15-i hatállyal befagyasztotta az üzemanyagárakat, bár Orbán Viktor a parlamentben elismerte, hogy az ilyen lépés piacgazdasági körülmények között kockázatos.
2021. decemberétől a Fidesz-kormány a közelgő választásokra való tekintettel egy sor jóléti és gazdaságélénkítő intézkedést vezetett be, amelyek természetesen a lakosság számára az adott pillanatban kedvezőek, de a szakértők szerint gazdaságilag megalapozatlanok és veszélyesek voltak. Ilyen volt a 13. havi nyugdíj, az szja-visszatérítés, a 20%-os minimálbér-emelés (5%-os gazdasági növekedés és ennél jóval kisebb termelékenység-növekedés mellett), a hat havi „fegyverpénz”, azaz egyszeri juttatás a fegyveres erők és testületek tagjai számára. A kormány a parlamentben az infláció növekedésével kapcsolatban kijelentette: az inflációt úgy próbálják ellensúlyozni, hogy a béreket gyorsabban emelik. Ez természetesen közgazdasági nonszensz, de a dolgozók számára egy ideig megnyugtató lehet. Az államháztartás hiánya már 2021 novemberében elérte az egyhavi ezermilliárdos értéket, ami a valaha volt legmagasabb államháztartási hiány volt Magyarországon.
A világpiacon is inflációs tendenciák érvényesültek a Covid19-pandémia után a nemzetgazdaságok újraindításába öntött óriási pénzmennyiségek (v. ö. helikopterpénz) nyomán. Az orosz–ukrán háború kitörése természetesen tovább rontott a helyzeten. Az orosz szénhidrogén-szállítások bizonytalansága, majd az ezzel kapcsolatos szankciók szélsőséges áremelkedéseket indukáltak. A fogyasztói árindex 2022 nyár végén, ősz elején tetőzött az Egyesült Államokban 9%, az eurózónában 10,5% körül értékkel. A gyorsan változó hatásoktól megtisztított maginfláció csúcsa az Egyesült Államokban kissé 6% felett, az eurózónában szorosan 6% alatt tetőzött. Az árak ezután ott határozott csökkenésnek indultak. A magyar infláció azonban ezeket az értékeket messze meghaladta és tovább növekedett, az energiaárak zuhanása sem éreztette a hatását.

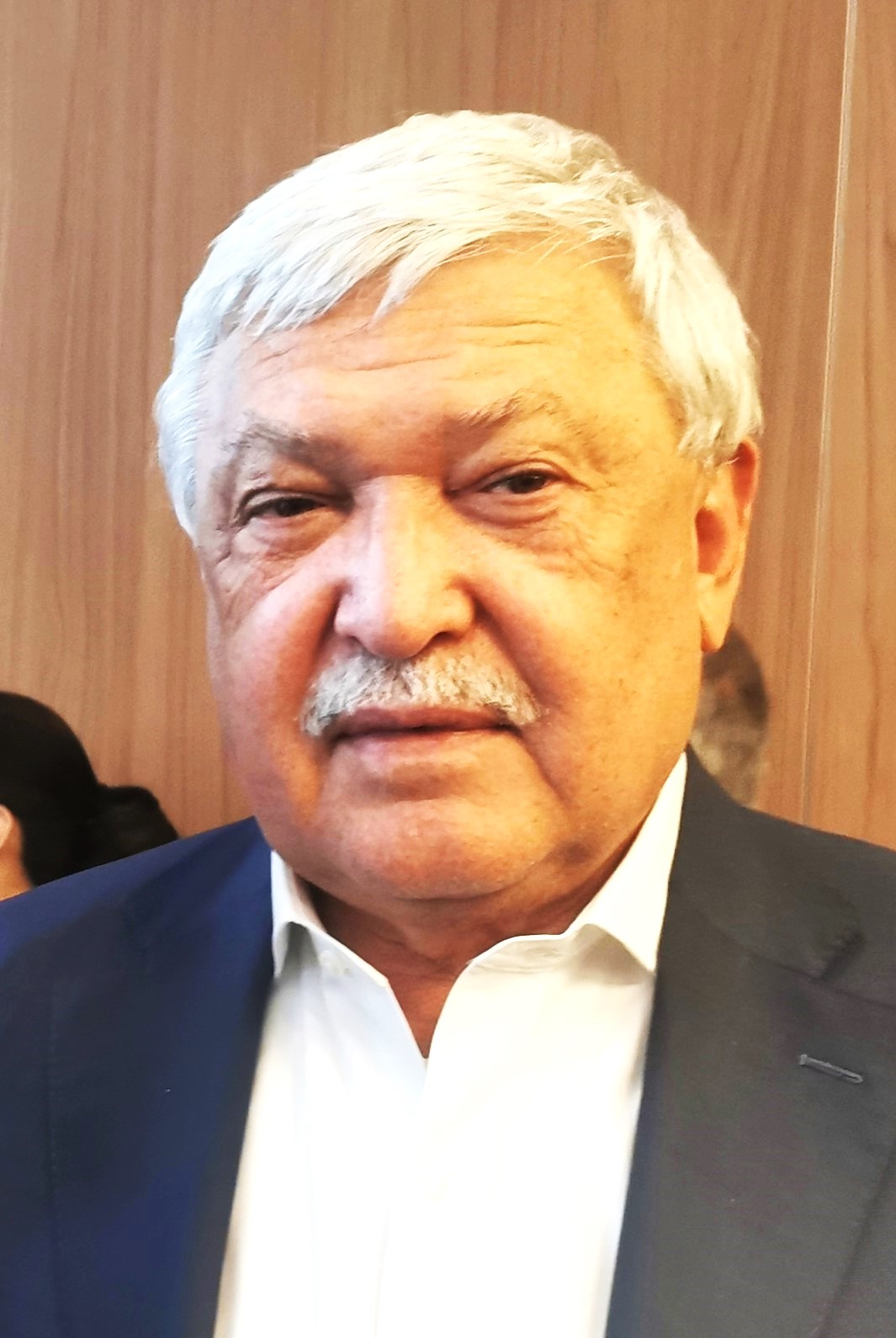
Csányi Sándor

Magyarországon különösen az élelmiszerárak inflációja emelkedett rohamosan. A 2022 nyári súlyos aszály is rontott a helyzeten, annak ellenére, hogy a gabonatermés így is bőven fedezte a hazai szükségleteket és exportra is jutott. A világpiaci árak emelkedése azonban nem csak „begyűrűzött”, hanem a hazai árak emelkedése messze meghaladta azokat. Az MNB értékelése szerint Magyarországon 2022 harmadik és negyedik negyedévében „profitvezérelt infláció” alakult ki: az árak sokkal jobban nőttek, mint amit a költségek emelkedése indokolt volna. Míg a lakosság reáljövedelme csökkent, a mezőgazdasági termelők, különösen a nagy konszernek, Csányi Sándor és Mészáros Lőrinc vállalkozásai hatalmas profitokat realizáltak.
A 2022-es választások előtti plusz juttatások kétharmadát a nyár elejéig elköltötte lakosság a Magyar Nemzeti Bank 2022 szeptemberi inflációs jelentése szerint. A kormány intézkedései összesen majdnem 1600 milliárd forint pénzkiáramlást jelentettek: a 13. havi nyugdíj 360 milliárd, a családoknak adott szja-visszatérítés 664 milliárd, a fegyverpénz 271 milliárd, a 25 év alatti fiatalok részleges adómentessége 67 milliárd, az ágazati béremelések 230 milliárd forinttal növelték a lakosság bevételeit első félévben.
2023 januári adatok szerint a magyarországi infláció az előző év januárjához képest a KSH adatai szerint 25,7%, a kissé más módszertannal dolgozó Eurostat szerint 26,2% volt. Ez az EU-n belül a legmagasabb érték, a második legmagasabb a lettországi 21,4%-os, az EU átlaga kerek 10%. A magyarországi élelmiszer-infláció 48,2%, az EU átlaga 18,4% volt. A száguldó infláció a 27%-os áfa miatt az államháztartást jelentős többletbevételekhez juttatta az úgynevezett inflációs adó révén.
A reálkeresetek csökkenése Magyarországon 2023 áprilisában az előző évihez képest 6,9% volt. Júniusra az éves infláció üteme még mindig csak 20,1%-ra csökkent, míg az utánunk következő legmagasabb európai uniós adat Csehországban és Lengyelországban 12,5%, Romániában pedig 9,6% volt (az utóbbiak májusi adatok voltak). A magyar élelmiszerárak 29,3%-kal voltak magasabbak az egy évvel korábbinál. Bár az energiaárak már a korábbi magas szint ötödére vagy éppen a tizedére estek vissza, és a tavalyinál jóval olcsóbb a 2023-as gabona, a kenyér ára júniusban 48,6 százalékkal volt drágább a 12 hónappal korábbihoz képest. Az MNB a 2023 első negyedévében mért 25,4 százalékos infláció csaknem harmadát a vállalkozók profitmaximalizálási törekvéseire vezette vissza.
Orbán Viktor 2022 októberében kijelentette, hogy 2023 végére a kormány egy számjegyűre csökkenti az inflációt. Közgazdászok szerint ez a bázishatás következtében törvényszerűen bekövetkezik. 2023 októberében 9,9%, novemberben 7,9% volt. Mellár Tamás és Katona Tamás, a Központi Statisztikai Hivatal volt elnökei kétségbe vonták a KSH új módszertan szerinti számításának helyességét. A módszertani változtatás nélkül az infláció októberben még 10% felett lett volna. Az Eurostat megbeszéléseket kezdeményezett a KSH-val erről a módszertani változtatásról.

## Bölcsességek az inflációról
Az infláció is csak az adóztatás egyik – kiváltképp alattomos – formája.
Az infláció olyan, mint a bűn. Minden kormányzat üldözi és gyakorolja is.

## Fordítás
- Ez a szócikk részben vagy egészben  az   Inflation című német Wikipédia-szócikk ezen változatának fordításán alapul.  Az eredeti cikk szerkesztőit annak laptörténete sorolja fel. Ez a jelzés csupán a megfogalmazás eredetét és a szerzői jogokat jelzi, nem szolgál a cikkben szereplő információk forrásmegjelöléseként.
- Ez a szócikk részben vagy egészben  az   Inflation című angol Wikipédia-szócikk ezen változatának fordításán alapul.  Az eredeti cikk szerkesztőit annak laptörténete sorolja fel. Ez a jelzés csupán a megfogalmazás eredetét és a szerzői jogokat jelzi, nem szolgál a cikkben szereplő információk forrásmegjelöléseként.